# مود وايلر
مود وايلر (بالفرنسية: Maud Wyler)‏ هي ممثلة فرنسية، ولدت في 14 ديسمبر 1982.

## أعمال

### أفلام
- (2011) لويز فيمر

## وصلات خارجية
- مود وايلر على موقع IMDb (الإنجليزية)
- مود وايلر على موقع قاعدة بيانات الأفلام العربية
- مود وايلر على موقع ألو سيني (الفرنسية)
- مود وايلر على موقع أول موفي (الإنجليزية)
- مود وايلر على موقع أول موفي (الإنجليزية)
- مود وايلر على موقع قاعدة بيانات الفيلم (الإنجليزية)
- مود وايلر على موقع كينوبويسك (الروسية)